# Висотки на масиві Перемога (Дніпро)
Висотки на масиві Перемога («Свічки», «Пальці») — висотні житлові споруди у Соборному районі міста Дніпро. Розташовані на житловому масиві Перемога-5, за адресою проспект Героїв, 1 та проспект Героїв, 1б.

## Історія будівництва
Пробну спробу забивання паль «свічок» спробували ще в грудні 1974 року, але офіційне будівництво розпочалось 12 червня 1975. Проєкт розробила група архітекторів інституту «Дніпрогромадпроєкт», керував яким Нірінберг Павло Рафаїлович. Будівництво велося методом ковзної опалубки з монолітного керамзит-бетону.
Будівництво першого 28-поверхового будинку завершили в кінці літа 1979 році. З 1979 по 1983 рік він був найвищим в УРСР.
В 1983 році було завершено будівництво другого будинку, який був вищим на 1 поверх. Будівництво третьої «свічки» досі незавершене, її будівництво скасували, залишився лише фундамент хмарочоса.

## Цікаві факти
- Водночас будувалась ще одна «свічка» за проєктом Ніринберга — 16-поверховий будинок з магазином «Дім книги» (вул. Володимира Вернадського, 1-3). Трохи пізніше Павло Нірінберг збудував будівлю міськвиконкому й цирку в Дніпрі.

- В дніпровському довіднику 1987 року було описано, що всі три свічки існують, хоча насправді третя свічка так і не була збудована.